# Ewa Kwiecińska
Ewa Kwiecińska (ur. 27 lutego 1955 w Kołobrzegu) – polska niepełnosprawna łuczniczka, wicemistrzyni paraolimpijska.

## Życiorys
W młodości, w celu zapobieżenia rozwoju choroby nowotworowej, amputowano jej nogę. Za namową matki Wiesławy rozpoczęła treningi łucznicze – została zawodniczką klubu Start Łódź. Wzięła udział m.in. w Letnich Igrzyskach Paraolimpijskich 1980 w Arnhem. Wystartowała wyłącznie w konkurencji Double Fita dla zawodniczek z amputacjami, w której zdobyła srebrny medal – przegrała z Marie Rosvik z Norwegii. Jest to pierwszy medal zdobyty przez polskich łuczników na igrzyskach paraolimpijskich. Zajęła 33. miejsce w Plebiscycie 40-lecia na 10 Najwybitniejszych Sportowców z Niepełnosprawnością – Medalistów Igrzysk Paraolimpijskich w latach 1972–2012, organizowanym przez fundację Sedeka.
Absolwentka Akademii Medycznej w Łodzi (jej praca doktorska dotyczyła tematu uzależnienia od nikotyny). Po ukończeniu studiów medycznych podjęła pracę w Klinice Akademii Medycznej w Łodzi. W 1996 roku była ordynatorem Oddziału Obserwacyjnego 2 Kliniki Psychiatrycznej w Łodzi. Członkini Łódzkiego Towarzystwa Alzheimerowskiego. 